# 마이켈 아미르 무리요
마이켈 아미르 무리요(Michael Amir Murillo Bermudez, 1996년 3월 28일 ~ )는 파나마의 축구 선수로 포지션은 라이트백이다. 현재 프랑스 리그 1의 마르세유에서 활약하고 있다.

## 클럽 경력

### 산프란시스코
2014-15시즌 무리요는 18살의 나이로 성인 무대에 데뷔했다. 2015년 10월 25일 무리요는 데뷔골을 터뜨렸고 팀은 2-1 승리를 거두었다. 2015년 12월 10일 무리요는 코파 파나마 결승에서 풀타임을 소화했고, 팀은 승부차기까지 간 끝에 우승을 차지해 생애 첫 우승컵을 들어올렸다.

### 뉴욕 레드불스
2017년 2월 18일 뉴욕 레드불스는 무리요의 임대 영입을 발표했다. 2017년 7월 29일 무리요는 몬트리올 임팩트와의 경기에서 뉴욕 레드불스에서의 데뷔골을 터뜨렸고, 팀은 4-0 대승을 거두었다. 2017년 11월 11일 무리요는 뉴욕 레드불스로 완전이적했다.

### 안데를레흐트
2019년 12월 6일 무리요는 벨기에의 축구단 RSC 안데를레흐트로 이적했다.

## 클럽 통계
- 업데이트: 2019년 10월 6일

| 클럽          | 시즌        | 리그        | 리그 | 리그 | 리그컵 | 리그컵 | 국내컵 | 국내컵 | 국제대회 | 국제대회 | 합계 | 합계 |
| 클럽          | 시즌        | 리그        | 경기 | 득점 | 경기   | 득점   | 경기   | 득점   | 경기     | 득점     | 경기 | 득점 |
| ------------- | ----------- | ----------- | ---- | ---- | ------ | ------ | ------ | ------ | -------- | -------- | ---- | ---- |
| 산프란시스코  | 2014-15     | LPF         | 8    | 0    | 0      | 0      | 0      | 0      | 0        | 0        | 8    | 0    |
| 산프란시스코  | 2015-16     | LPF         | 21   | 3    | 0      | 0      | 5      | 0      | 3        | 0        | 29   | 3    |
| 산프란시스코  | 2016-17     | LPF         | 13   | 0    | 0      | 0      | 1      | 0      | 0        | 0        | 14   | 0    |
| 산프란시스코  | 합계        | 합계        | 42   | 3    | 0      | 0      | 6      | 0      | 3        | 0        | 51   | 3    |
| 뉴욕 레드불스 | 2017        | MLS         | 17   | 2    | 3      | 0      | 2      | 0      | 0        | 0        | 22   | 2    |
| 뉴욕 레드불스 | 2018        | MLS         | 23   | 1    | 4      | 0      | 0      | 0      | 6        | 0        | 33   | 1    |
| 뉴욕 레드불스 | 2019        | MLS         | 22   | 1    | 0      | 0      | 0      | 0      | 3        | 0        | 25   | 1    |
| 뉴욕 레드불스 | 합계        | 합계        | 62   | 4    | 7      | 0      | 2      | 0      | 9        | 0        | 80   | 4    |
| 커리어 합계   | 커리어 합계 | 커리어 합계 | 104  | 7    | 7      | 0      | 8      | 0      | 12       | 0        | 131  | 7    |

## 수상

### 클럽
- 산프란시스코

코파 파나마: 2015
- 뉴욕 레드불스

MLS 서포터스 실드: 2018

### 개인
- CONCACAF 챔피언스리그 베스트 11: 2018[8]